# アナクシメネス (クレーター)
アナクシメネス (Anaximenes) は、月の表側にある大きなクレーターであり、月の北部に位置する。万物の根源は空気であると説いた古代ギリシアのミレトス学派の哲学者、アナクシメネスにちなんで名づけられた。
アナクシメネスは円に近い形状をしているが、地球から見ると北北西の縁付近に位置しているため、細長い楕円形に見える。アナクシメネスの東にはフィロラオスが、アナクシメネスの南西にはカーペンターが位置している。アナクシメネスの北西にはポンスレが位置しており、月の縁のごく近くに見ることができる。
アナクシメネスは周壁の低いクレーターであり、アナクシメネスの周壁は隕石の衝突などによって大きく風化している。アナクシメネスの北東部分の周壁にはアナクシメネスGが重複しており、アナクシメネスGの周壁もアナクシメネスと同様に、隕石の衝突などによって大きく風化している。アナクシメネスGの南東の周壁には、平坦な地形をした無名のクレーターが接触しており、アナクシメネスGの周壁の一部を削り取っている。
アナクシメネスの底面は周囲よりも平坦な地形をしている。アナクシメネスの表面にはさまざまな大きさの小クレーターが散在しており、その多くが直径2キロメートルから3キロメートルの微細なクレーターである。

## 従属クレーター
アナクシメネスのごく近くにある小さな無名のクレーターについては、アルファベットを付加することによって識別される。
| 名称 | 月面緯度     | 月面経度     | 直径  |
| ---- | ------------ | ------------ | ----- |
| B    | 北緯 68.8 度 | 西経 37.9 度 | 9 km  |
| E    | 北緯 66.5 度 | 西経 31.4 度 | 10 km |
| G    | 北緯 73.8 度 | 西経 40.4 度 | 56 km |
| H    | 北緯 74.6 度 | 西経 45.3 度 | 43 km |